# Kostel Panny Marie Královny (Ostrava)
Římskokatolický farní kostel Panny Marie Královny v Mariánských Horách je významnou novobarokní stavbou v Ostravě.

## Historie
Postaven byl v letech 1905–1908. Již před zahájením stavby nového kostela se stal jeho projekt předmětem kritiky. Kritikům se zdál příliš veliký v porovnání s počtem obyvatelstva, navíc se jim nelíbilo, že Jan Grmela nevypsal architektonickou soutěž a práci rovnou zadal Otokaru Bémovi z Moravské Ostravy. Patronem stavby kostela byl arcivévoda František Ferdinand d'Este. V roce 1907 byla stavba zastavena z důvodu podezření na defraudaci obecních peněz, která se však nepotvrdila. Kostel poté dokončila moravskoostravská stavební firma František Grossmann a František Fiala. Zásluhou starosty Jana Maye, který v té době předsedal Spolku pro stavbu kostela Panny Marie, se stavbu podařilo úspěšně dokončit. Slavnostní vysvěcení provedl 18. října 1908 olomoucký světící biskup dr. Karel Wisnar.
Patrocinium kostela se slaví 22. srpna. Původní název zněl chrám Korunování Panny Marie Královny, tituly kostelů jsou však od 2.vatikánského koncilu vázány na konkrétní svátky v církevním kalendáři, proto kostel používá nyní jen titul chrám Panny Marie Královny. Stal se dominantou obce a od roku 1913 sídlem zdejší farnosti. Není bez zajímavosti, že byl postaven v místě, kde významný vídeňský urbanista Camillo Sitte navrhl nové městské centrum.

## Popis kostela
Jedná se o 65 m dlouhou a 30 m širokou trojlodní budovu podle projektu Otokara Béma, nad kterou se zvedají dvě čtyřboké věže vysoké 73 m. Secesní výzdobu interiéru vytvořili známí moravští a čeští umělci z počátku 20. století, jako byli např. malíři Joža Uprka (velký oltářní obraz korunování Panny Marie), Luděk Marold (obraz archanděla Michaela na bočním oltáři), Zdeňka Vorlová-Vlčková a Jano Köhler (fresky a sgrafita v presbytáři) či sochaři František Uprka (socha Panny Marie z kararského mramoru na oltáři) a Karel Novák. Lustry byly vyrobeny dle návrhu Jana Kotěry. Je to třetí největší chrám v Moravskoslezském kraji, vejde se do něj 3500 osob. V jeho sousedství najdeme secesní budovu fary pocházející z roku 1912. Budovy kostela a fary jsou kulturními památkami. Pod mariánskohorskou farnost spadá také filiální kostel svatého Bartoloměje v Nové Vsi. Od roku 1984 do roku 1990 byl mariánskohorským farářem František Lobkowicz, pozdější ostravsko-opavský biskup.

## Zajímavosti
V kostele se konala část mezinárodního festivalu adventních a vánočních zvyků, koled a řemesel Souznění a také Svatováclavského hudebního festivalu.

## Kontakt
- Adresa kostela: Stojanovo náměstí, Ostrava – Mariánské Hory, 709 00
- Adresa farnosti: Hozova 1, Ostrava – Mariánské Hory, 709 00

## Galerie

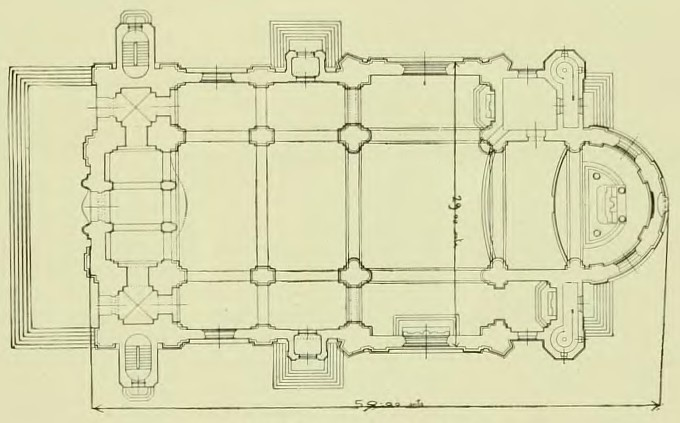
půdorys kostela
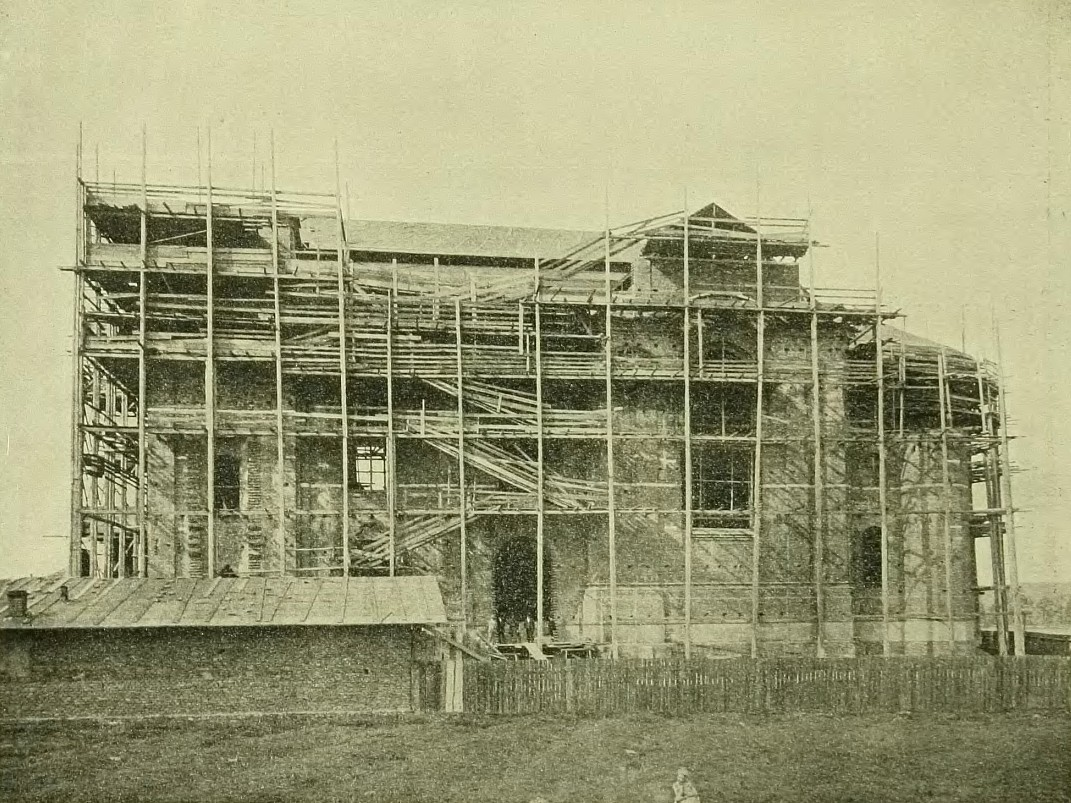
výstavba kostela, září 1907
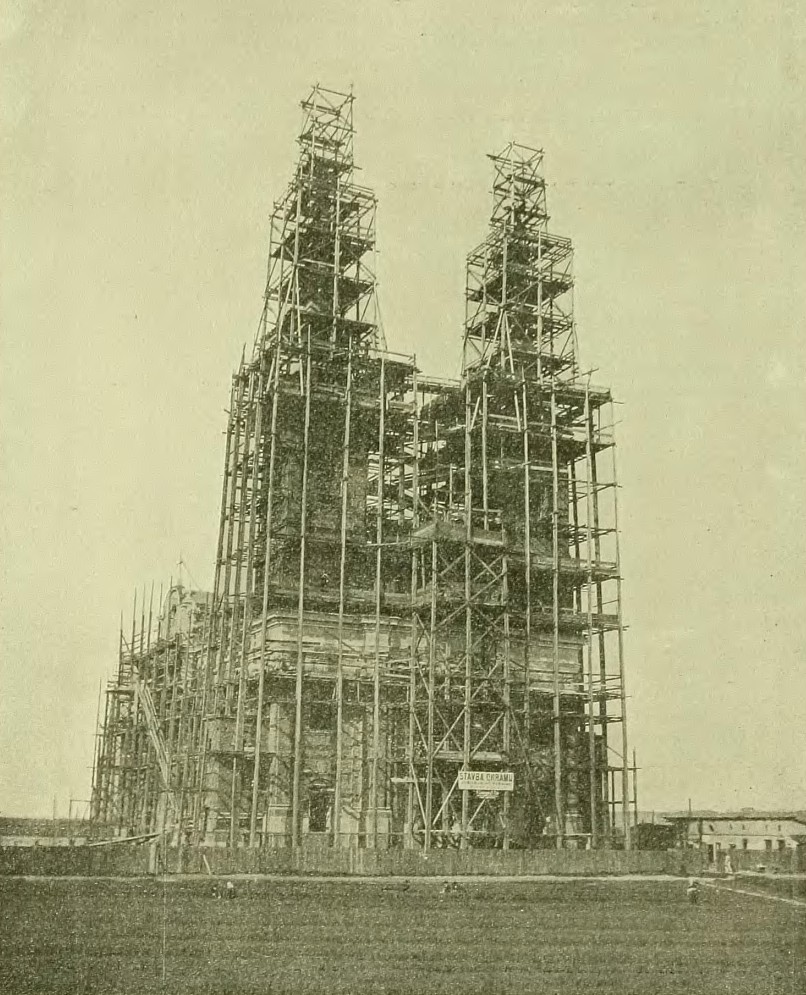
výstavba kostela, květen 1908
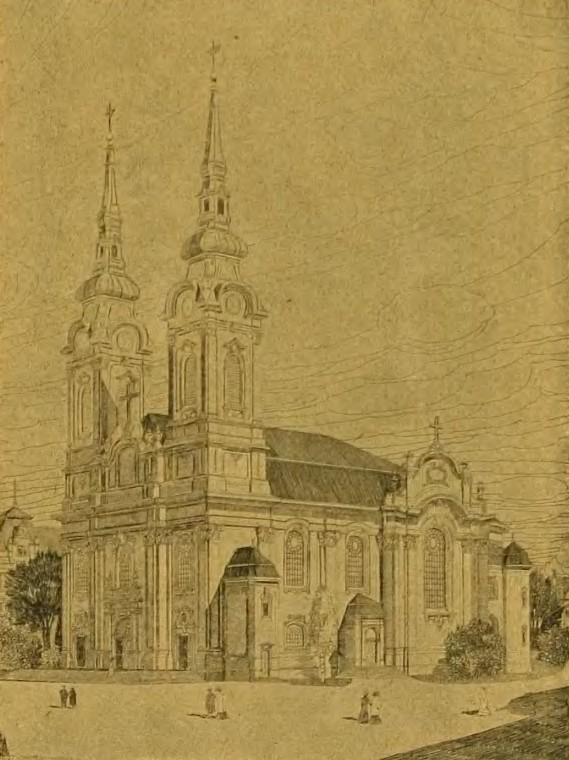
kresba chrámu, 1908
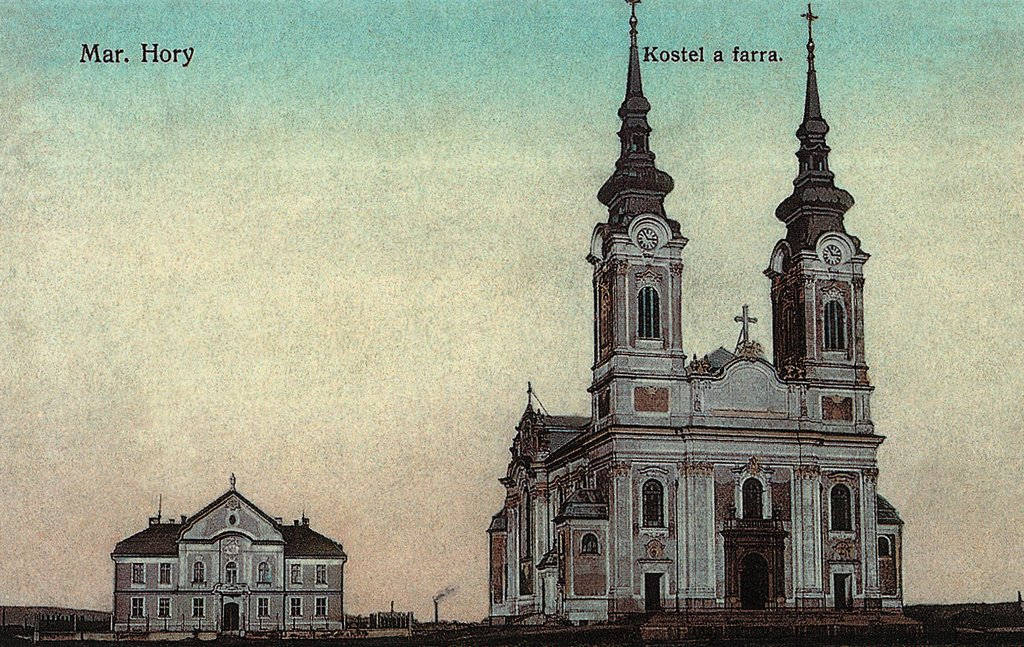
dobová pohlednice s kostelem a farou
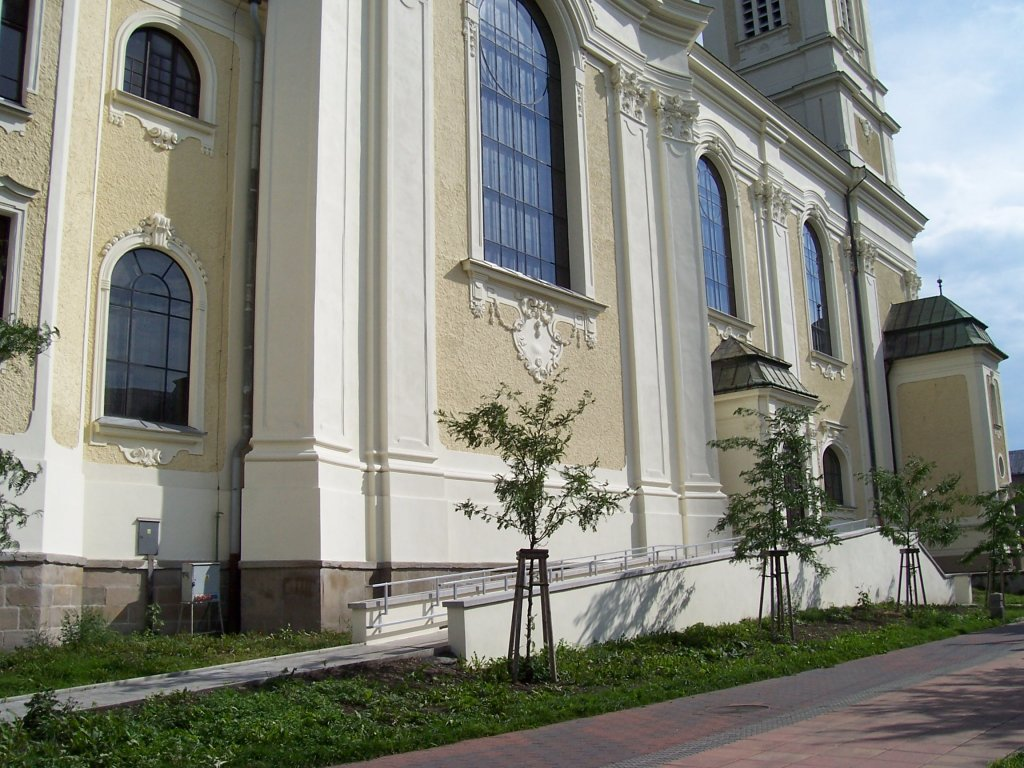
loď kostela
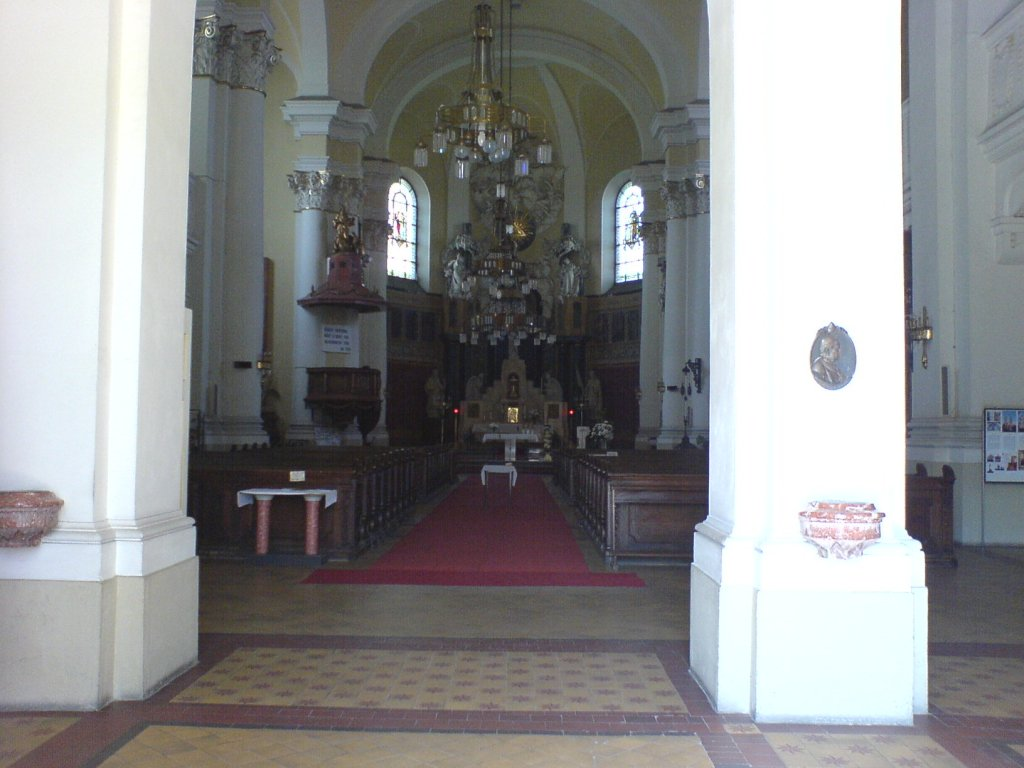
interiér chrámu
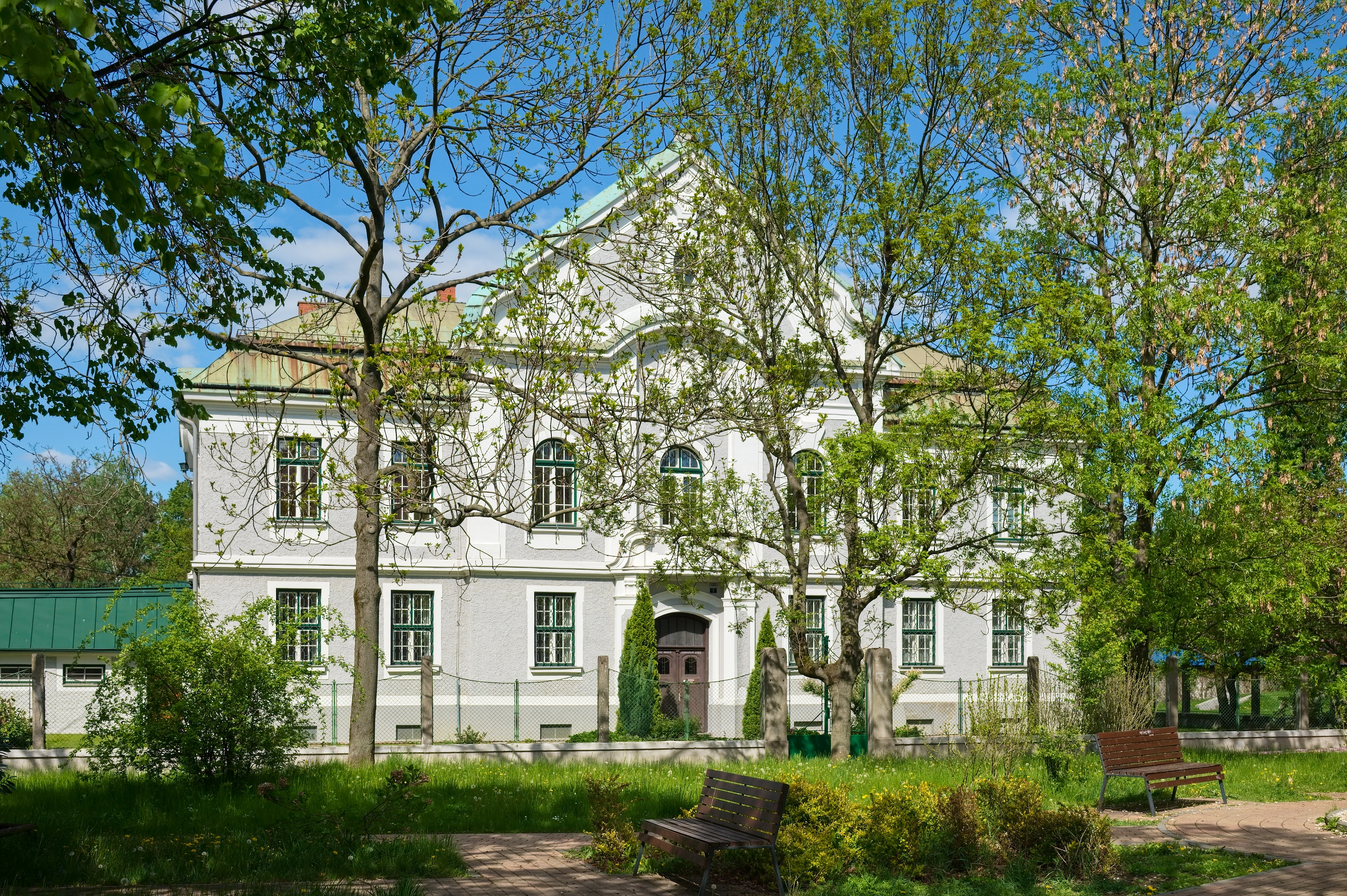
farní budova